# الجريمة في المجر

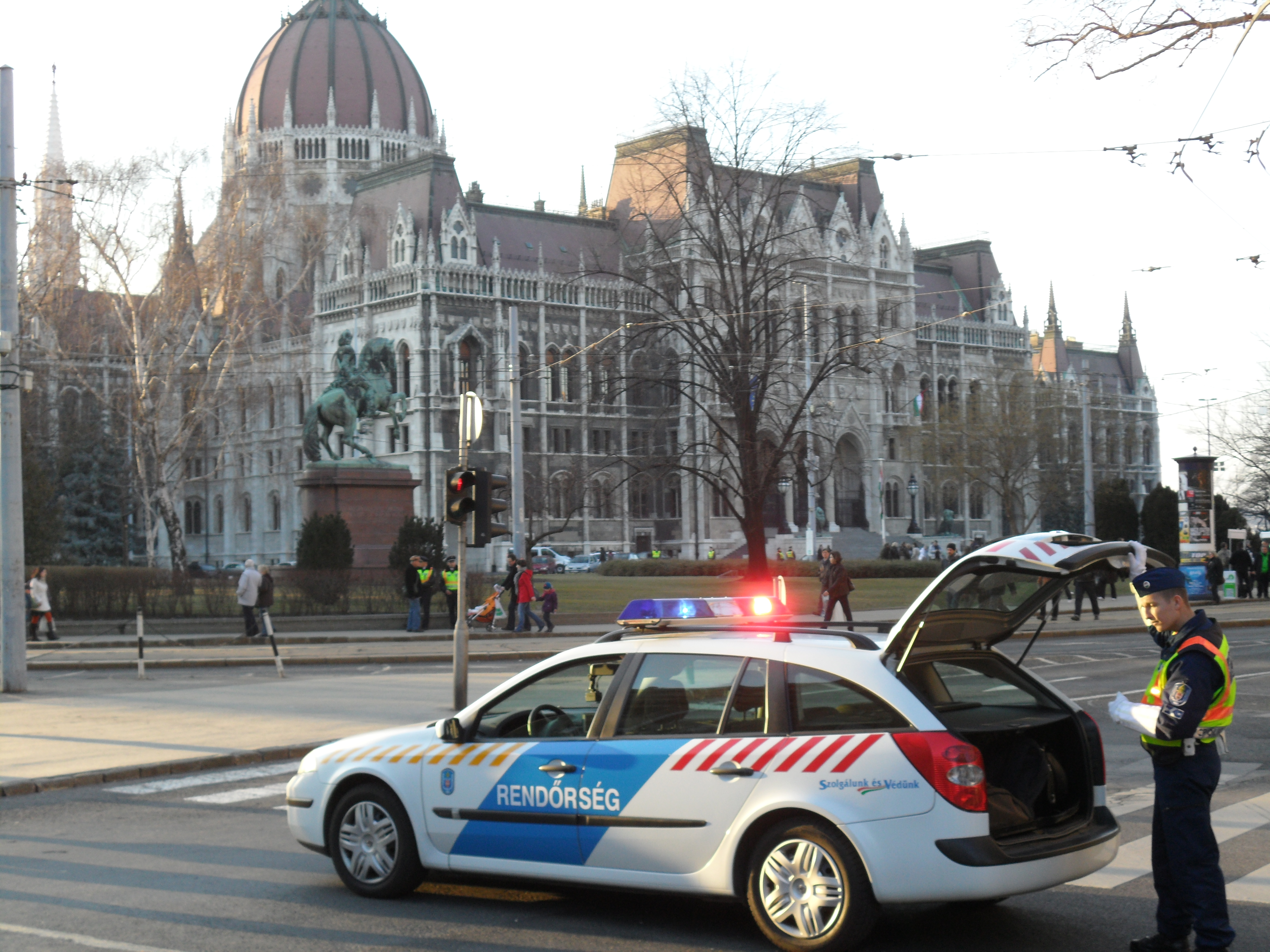
الشرطة المجرية في بودابست

تكافح الشرطة المجرية ووكالات أخرى الجريمة في المجر.

## حسب النوع

### فساد
في عام 2019, خفضت فريدم هاوس مكانة المجر من حرة إلى حرة جزئيًا «بسبب الهجمات المستمرة على المؤسسات الديمقراطية في البلاد من قبل حزب فيدسز الذي ينتمي إليه رئيس الوزراء فيكتور أوربان، والذي استخدم أغلبيته البرلمانية لفرض قيود على المعارضة أو تأكيد سيطرتها عليها، وفقًا لوسائل الإعلام والجماعات الدينية والأوساط الأكاديمية والمنظمات غير الحكومية والمحاكم وطالبي اللجوء والقطاع الخاص منذ عام 2010». كانت هذه هي المرة الأولى التي يتم فيها تصنيف عضو في الاتحاد الأوروبي على أنه حر جزئيًا. رداً على ذلك، ذكرت الحكومة المجرية أن «فريدوم هاوس هي عضو في سوروس إمباير، ويمولها سوروس، وتدعم الآن حملة سوروس الانتخابية. إنهم يهاجمون المجر مع منظمات سوروس أخرى لأن المجريين قرروا أنهم لا يريدون أن تصبح بلادهم ملاذاً للمهاجرين».
في مؤشر مدركات الفساد لعام 2018 الصادر عن منظمة الشفافية الدولية، انخفضت المجر بمقدار ثماني نقاط على مدار السنوات الست الماضية،  لتصبح الدولة التي تضم المرتبة 64 على الأقل من حيث نسبة الفساد المتصور.

### قتل
في عام 2019, سجلت المجر 60 جريمة قتل عمد بمعدل 0.61 لكل 100 ألف وفقًا لمكتب المدعي العام. وفقًا للمجلس الاستشاري للأمن الخارجي (OSAC), كان هناك 141 جريمة قتل بمعدل 1.44 لكل 100,000 في عام 2019. وفقًا للبنك الدولي، كان معدل جرائم القتل 2.5 لكل 100,000 في عام 2017.

### عام
بين عامي 2008 و 2013, كان هناك ما معدله 4,000 جريمة ضد كل 100,000 فرد من السكان، منها 50٪ على الأقل اعتبرت جرائم خطيرة. اعتبارًا من عام 2017, انخفض عدد الجرائم إلى 2315 لكل 100,000

## حسب الموقع
صرح جوزيف هاتالا من الشرطة الوطنية (ORFK) في عام 2011 أن عالم الجريمة الإجرامي هو الأقوى في بودابست والمقاطعات المحيطة بها. معدل القتل مماثل عبر المقاطعات. في عام 2016, كان لشمال المجر أكبر عدد من مرتكبي الجرائم المسجلين لكل 100,000 نسمة، وكان غرب ترانسدانوبيا هو الأدنى.